# بلدة آدامز (مقاطعة غيرنزي)
بلدة آدامز هي واحدة من تسعة عشر بلدة في مقاطعة غيرنسي، أوهايو، الولايات المتحدة. اعتبارًا من تعداد 2010 كان عدد السكان 2036.

## الاسم والتاريخ
تم تنظيم بلدة آدمز في عام 1827. وهي واحدة من عشر ضواحي آدمز على مستوى الولاية.

## روابط خارجية
- موقع المقاطعة